# Megiddo
Pour les articles homonymes, voir Megiddo (homonymie).
Megiddo est un des plus importants sites archéologiques d'Israël, situé près de l'actuel kibboutz de Megiddo, à environ 90 km au nord de Jérusalem et 30 km au sud-est de Haïfa, dans la vallée de Jezreel, près du croisement de deux grandes routes (65 et 66).
Le principal site archéologique est le tel Megiddo (pour les Arabes : tell el-Mutesellim), constitué de nombreuses couches archéologiques qui ont formé un tertre d'une vingtaine de mètres au-dessus du niveau de la plaine et dont les plus anciens niveaux remontent à 7000 avant notre ère, le nom de Megiddo apparaissant dès l'Antiquité pour désigner la ville. Elle se trouvait sur une grande route commerciale entre l'Égypte et l'Assyrie, remontant à l'âge du bronze, appelée en latin Via Maris. Un autre site archéologique est celui de l'église de Megiddo, qui date du IVe siècle de notre ère.
Le nom de Megiddo est aussi associé au mythe biblique de l'Armageddon.

## Géographie

### Localité actuelle de Megiddo
Le kibboutz de Megiddo, qui fait partie du ressort du conseil régional de Megiddo, se trouve à la limite sud-ouest de la vallée de Jezreel, au croisement de deux routes, la 66 qui relie Haïfa à Jénine en Cisjordanie, et la 65, entre la ville côtière de Césarée et le Nord du pays).
Il est situé à environ 90 km au nord de Jérusalem, 25 km au nord-est de Césarée, 31 km au sud-est de Haïfa, 40 km au sud-ouest du lac de Tibériade et 10 km au nord-ouest de Jénine. La frontière entre Israël et la Cisjordanie, qui est partiellement occupée par l'armée israélienne, est à 2,5 km de Megiddo.
Un autre éléments important de la localité est la prison de Megiddo.

### Les sites archéologiques
Le tel (« colline ») de Megiddo, appelé en arabe tell el-Moutesellim, se trouve à moins d'un kilomètre au nord-ouest du carrefour des routes 65 et 66. 
Il s'agit d'une colline artificielle, résultant de l'empilement de nombreuses couches archéologiques (niveaux successifs de constructions urbaines), dont le sommet se trouve à un peu plus de 20 mètres au-dessus de la base.
Un autre site, plus récent, est celui de l'église de Megiddo, situé près du carrefour et de la prison de Megiddo. Il s'agit d'une église d'époque romaine (vers 300), associée à un camp de la Legio VI Ferrata et à une ancienne localité appelée Legio.

## Histoire

### Du Néolithique à l'âge du bronze
Le site de Megiddo a été habité de 7000 à 500 avant notre ère.
À l'âge du bronze (vers 2700-800 avant notre ère), on a affaire à une ville qui est une importante cité-état cananéenne. Le nom de Megiddo est mentionné pour la première fois dans des textes égyptiens du XVe siècle av. J.-C..
La forteresse de Megiddo se situe au croisement des routes terrestres et maritimes, non loin du port de Tell Abu Hawam sur le Kishon. Endroit stratégique, car elle a été construite dans le seul col du mont Carmel par où passent les principales routes commerciales et militaires reliant l'Assyrie, Byblos, l'Égypte et l'Arabie. La route reliant Héliopolis en Égypte et Damas est nommée dans la Bible « route de la mer », en hébreu Derekh HaYam (דרך הים), car elle longe le rivage méditerranéen de Péluse à Dor, contrairement à la route du Roi, qui part aussi d'Héliopolis, mais rejoint Damas par le désert du Sinaï et la Transjordanie, se dirigeant ensuite vers Resafa et l'Euphrate (elle reste une artère importante sous l'Empire romain, appelée Via Maris).
Au XVe siècle av. J.-C., elle est le théâtre d'une bataille importante entre l'armée égyptienne du pharaon Thoutmôsis III et une coalition cananéenne. megiddo est prise en avril -1457 au bout d'un siège de sept mois. Cette bataille est décrite en détail sur les murs du temple de Karnak en Haute-Égypte. Les inscriptions mentionnent la capture de nombreux prisonniers, de 924 chars et de plus de 2000 chevaux.

### Période des royaumes juifs
Le royaume de David et Salomon date du Xe siècle. En -930, après la mort de Salomon, il est scindé entre le royaume de Juda au sud (Jérusalem) et le royaume d'Israël au nord (Samarie). Megiddo fait partie du royaume d’Israël.
Une bataille a lieu en -609, entre l'armée du pharaon Nékao II et celle du roi de Juda Josias, qui selon la Bible y aurait été tué.
La ville de Megiddo cesse d'être habitée vers -500.

### Époque contemporaine
En 1918, à la fin de la Première Guerre mondiale a lieu la bataille de Megiddo entre les troupes britannique du général Allenby et celles de l'Empire ottoman, qui sont vaincues et doivent abandonner la Palestine.

## Archéologie

### Fouilles
Il y eut trois programmes de fouilles archéologiques à Megiddo. Le premier fut réalisé entre 1903 et 1905 par Gottlieb Schumacher pour la German Society for Oriental Research.
En 1925, les fouilles reprennent sous la houlette de l'Oriental Institute de l'université de Chicago, financées par John Davison Rockefeller Junior jusqu’à la Seconde Guerre mondiale. Pendant ces travaux, on découvrit qu'il y avait 20 niveaux d'habitations. Une grande partie des découvertes sont exposées au musée Rockefeller de Jérusalem et à l'Oriental Institute de l'université de Chicago.
Yigaël Yadin mena des fouilles dans les années 1960.
Depuis 1994, The Megiddo Expedition de l'université de Tel Aviv, dirigée par Israël Finkelstein et David Ussishkin, est chargée des fouilles avec la collaboration d'un consortium international d'universités.
Les fouilles archéologiques codirigées par Israël Finkelstein montrent que Megiddo fut fortifiée solidement à différentes périodes de sa longue histoire. Les ruines mises au jour (voir Souvenirs d'un âge d'or ?) révèlent qu'à une époque, les murailles avaient entre 4 et 5 m d'épaisseur et qu'elles furent ensuite élargies à plus de 7,50 m ; certaines parties s'élevaient encore à plus de 3,30 m quand on les a découvertes.
Le site archéologique comprend 25 strates et couvre 7 000 ans d'histoire. Un musée présente le site tel qu'il devait être : une place forte pouvant soutenir un long siège, grâce à un énorme silo à grains et au détournement d'une source située au pied de la colline fortifiée. On descend à plus de 36 mètres sous terre par le tunnel creusé dans le roc pour accéder à la source, qui était murée et bien cachée pour que les assaillants ne puissent s'en emparer.

### Les écuries de Megiddo
De grandes écuries ont été trouvées à Megiddo. Tout d'abord attribuées à Salomon par les pionniers de l'archéologie biblique, puis au roi Achab par Yigaël Yadin (après la découverte du palais, voir ci-après), elles sont finalement datées de l'époque de Jéroboam II, entre -800 et -750. Il semble qu'elles servaient à l'élevage à grande échelle des chevaux de chars, commercialisés notamment en Assyrie où ils étaient vivement appréciés. C'est pourquoi Megiddo est surnommée « la ville des chars de Salomon ».

### Les deux palais de pierre taillée
Deux grands palais de pierre taillée ont été dégagés dans une strate antérieure, l'un étant d'ailleurs sous l'écurie. Après avoir été attribués à Salomon par Yigaël Yadin, ils se sont finalement avérés postérieurs à -900 et dus aux Omrides, comme celui de Samarie. L'attribution du palais de Samarie au roi Omri repose sur des documents assyriens, qui désignent le royaume du nord sous le nom de la maison d'Omri : cette expression prouve que la capitale Samarie a été construite par le roi Omri, ce qui date du même coup son palais. Le lien direct entre les palais de Megiddo et de Samarie a été établi par Norma Franklin. Elle a montré que les trois bâtiments ont été construits par les mêmes tailleurs de pierres, ce qui date les deux palais de Megiddo à leur tour. Enfin, l'étude de l'esplanade de Jezréel faite par David Ussishkin permet de dater un style particulier de poteries, et comme ces mêmes poteries se retrouvent à Megiddo, de confirmer la datation des deux palais de Megiddo.

### La porte en triple tenaille
La porte dite en triple tenaille de Megiddo, après avoir été attribuée à Salomon par Yigaël Yadin, a été étudiée de près par David Ussishkin (1980-1990) : elle est finalement du IXe siècle. Les portes à triple tenaille de Megiddo, Hazor et Guézer, dont Yigaël Yadin pensait que le plan avait été dessiné par un architecte de Salomon, ont en fait été construites à différentes époques. Celle d'Ashdod est tardive, comme celle de Megiddo, et située dans une région philistine sans rapport possible avec Salomon. Il n'est donc plus possible d'attribuer, comme le faisait Yigaël Yadin, les portes en triple tenaille à Salomon.

### Le système hydraulique souterrain
Le système hydraulique souterrain a été aménagé sous Jéroboam II. La galerie de 70 mètres percée à 36 mètres de profondeur, qui mène à une grotte, permettait d'assurer l'alimentation en eau potable en cas de siège.

### Les datations au carbone 14
Des datations au carbone 14 sont en cours et devraient parvenir à trancher les diverses controverses sur les dates, car la méthode, qui exclut toute subjectivité, est récemment devenue très précise : voir bibliographie à la fin de la page La Bible dévoilée.

## Megiddo dans la Bible
- Megiddo est une ville des temps bibliques, l'une des plus importantes de l'ancien pays de Canaan, avant sa conquête par le peuple d'Israël, selon le récit biblique. Dans la Bible, il est question de cette ville pour la première fois dans la liste des 31 rois vaincus par Josué (Josué 12, 21) lors de la conquête de la Terre promise.
- Megiddo est également le lieu du combat entre Debora et Baraq d’une part, et entre Sissera et les rois de son peuple d’autre part dans le livre des juges (ch. 5, v. 19)
- Le roi David élargit ses frontières et le roi Salomon la fortifie (1 Rois, 9,15).
- L'Apocalypse (16,16) de l'apôtre Jean donne le nom d'Armageddon הר מגידו, Har-Megiddo, le mont Megiddo, le lieu où les rois de la terre se rassemblent pour faire la guerre : « Puis le sixième ange versa sa fiole sur le grand fleuve d'Euphrate, et l'eau de ce [fleuve] tarit, afin que la voie des rois de devers le soleil levant fût ouverte. Et je vis sortir de la gueule du dragon, et de la gueule de la bête, et de la bouche du faux prophète, trois esprits impurs, semblables à des grenouilles ; car ce sont des esprits diaboliques, faisant des prodiges, et qui s'en vont vers les rois de la terre et du monde universel, pour les assembler pour le combat de ce grand jour du Dieu tout-puissant. Voici, je viens comme le larron ; bienheureux est celui qui veille, et qui garde ses vêtements, afin de ne marcher point nu, et qu'on ne voie point sa honte. Et il les assembla au lieu qui est appelé en hébreu Armageddon » [réf. nécessaire].